# Dacsa
|  | Per a altres significats sobre Dacsa, vegeu «Sorgo». |

La dacsa, blat de moro, blat d'Índies, moresc o panís (Zea mays) és una planta de la família de les poàcies originària de Centreamèrica on havia estat conreada pels pobles indígenes des de temps prehistòrics, els registres arqueològics i l'anàlisi filogenètica suggereixen que la domesticació del blat de moro va començar pel cap baix fa 6.000 anys.
La paraula dacsa és d'origen àrab i designava un cereal no identificat. Actualment, a València, designen amb aquest mot el blat de moro, que és de procedència americana i que, a l'Edat Mitjana, era inexistent a les terres catalanes. Potser es tractava del cereal que a València anomenen «dacsa de bou» (Masclans, ‘dacsa’). Les espigues eren prou boniques perquè les representessin brodades en els fastuosos vestits medievals. No hi ha cap recepta i només té esment en una llista de cereals trobats en un castell.

## Origen i història
És una planta originària de zones tropicals de Centre Amèrica. Ja era cultivada a la zona de l'actual Mèxic cap a l'any 7000 a.C. Era un aliment bàsic en les civilitzacions maia i inca. Amb l'arribada dels europeus a Amèrica es va estendre arreu del món. Actualment és el tercer cereal més important del món després del blat i l'arròs i segueix sent un aliment bàsic per a molts pobles, especialment en les zones tropicals d'Amèrica i Àfrica. Els asteques i els maies en van conrear nombroses varietats al centre i el sud de Mèxic i van utilitzar el procés de la nixtamalització (cocció en una solució alcalina) per fer-lo més digestiu i millorar-ne les propietats nutritives. Gràcies a ser un dels conreus més avançats, va ser la base alimentària de les civilitzacions precolombines mantenint una població nombrosa i, a més, els excedents van originar un important comerç a la regió. Va ser conegut pels europeus l'any 1492 durant l'expedició de Cristòfor Colom a Amèrica i durant el segle xvi va ser introduït a Europa i d'aquí a la resta del món gràcies a l'adaptabilitat a diversos climes. Les varietats cultivades actuals derivarien de la Zea Mexicana (Zea mays ssp. mexicana) i són força diferents d'aquelles plantes que es conreaven a l'arribada dels europeus a Amèrica, molt més petites i amb pocs grans.
El 2008 s'anuncià que s'havia obtingut la seqüència completa del genoma del blat de moro, l'única planta, a banda de l'arròs, amb la qual això ha estat aconseguit.

## Noms populars
Aquesta planta es caracteritza pels múltiples sinònims que té. Tots devien tenir en llur origen una presència ben compartimentada dialectalment; i encara que podem pensar que la concurrència ara, en un mateix indret i alhora, de dos o més d'aquests noms no sigui sinó un efecte més de la globalització, conviuen pacíficament des de fa força temps i en els mateixos indrets, sintagmes com blat de moro i pa de moresc. La paradoxa és servida: allà on el cereal no té altre nom que blat de moro, per a la denominació d'un aliment tan important com és el pa, els parlants recorren a un sinònim provinent d'una el·lipsi en una altra part del domini.
Al País Valencià blat moro és el nom de diverses classes de blat: a València és un blat d'aresta negra i canya dura, que dona molta farina i bon pa (blat negre); a Alcoi, al contrari, el consideren el blat més dolent; a Mallorca s'anomena així un blat d'espiga gruixada, aresta negra, retent, però que fa el pa negrós i no gaire fi.
Els presentem tot seguit:
blat de moro (el més escampat pel català central: Olot, Pobla de Lillet, Bagà, Torelló, Empordà, Penedès, Ribagorça, Pallars, Tremp, Urgell, Gironès i Barcelonès), blat de l'Índia o Blat de les Índies (a les Balears, o Blat d'indi a Menorca i Rosselló, que es pot escriure blat d'Índia) o encara blat d'Índies, forment de l'Índia o forment d'Índia a l'Alguer, dacsa o dacsera (nom valencià que a la València precolombina en l'àrab andalusí es referia al cereal ara anomenat comunament melca Sorghum vulgare, al DCVB encara s'hi arreplega «dacsa de bou»), mill (Nord del Rosselló, Conflent, Capcir, Cerdanya), milloc/millot, milloca, milloquera, moresc (de «blat moresc» Penedès, Camp de Tarragona, Conca de Barberà, Segarra, Priorat. La morissa de Poboleda al Priorat, ve de «morisca»), panís (de l'Índia), panissera, mallorquer (Senterada, al Pallars), pifano (dic. Labèrnia), pinotx (Sopeira a la Ribagorça), i l'internacional i d'origen amerindià maís.

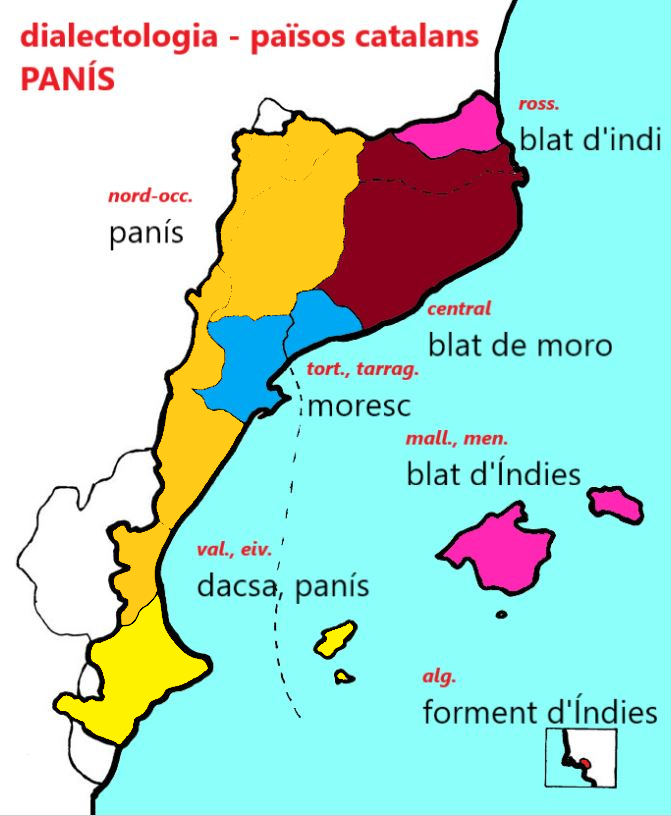
Mapa dialectal de panís als Països Catalans.

Les parts de la planta també tenen diverses denominacions:
- Inflorescència femenina (Estils i estigmes): barba de blat d'Índia, cabell de blat de moro, cabell de dacsa, cabell de l'espiga de blat de moro, cabell de la panotxa, cabellera de blat de moro, cabellera de l'espiga de blat de moro, cabellera de les panotxes del blat de moro, cabellera de panolla, cabellera de panotxa, cabells de blat de moro, pèl d'espiga, pèl de dacsa, pèl de panolla, pèl de panotxa, pèl del blat de moro, perruca de blat de moro
- Tija: camot de blat de moro, canoques, canyot, canyoca (Conflent), moriscassa, moriscasses
- Inflorescència masculina: cap, espigó, floc, plomall
- Espiga, inflorescència femenina i infructescència (amb els grans): panotxa, panolla, pinya, capça (Conflent, Vallespir), fusada
- Matriu del fruit: capçons de blat de moro, capçots de blat de moro
- Espiga desgranada: espigot, notari, i segons el DIEC i el GDLC, també capçot, barrusca, pinyot (Rosselló), animeta (Rosselló), espigol (Rosselló)
- Bràctees de l'espiga: fullola, pellons, pellofes, pellerofes

Del seu nom (Zea mays) en deriva també zeïna que és una prolamina que es troba a l'endosperma de la llavor i comprenen com a mínim el 50% del contingut en proteïna de l'endosperma i prop del 40% del contingut en proteïna de tota la llavor.

## Morfologia

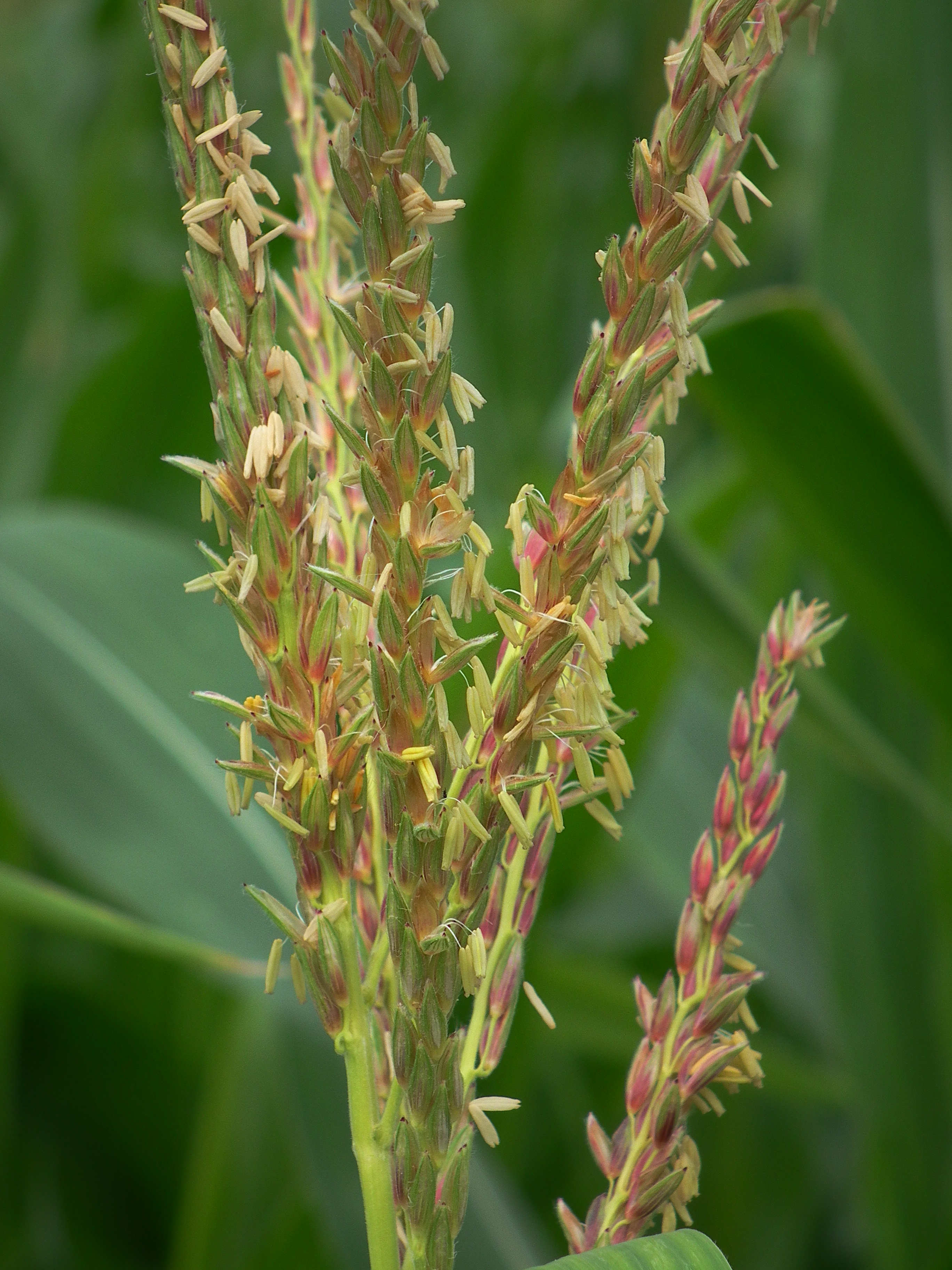
Inflorescència de flors masculines

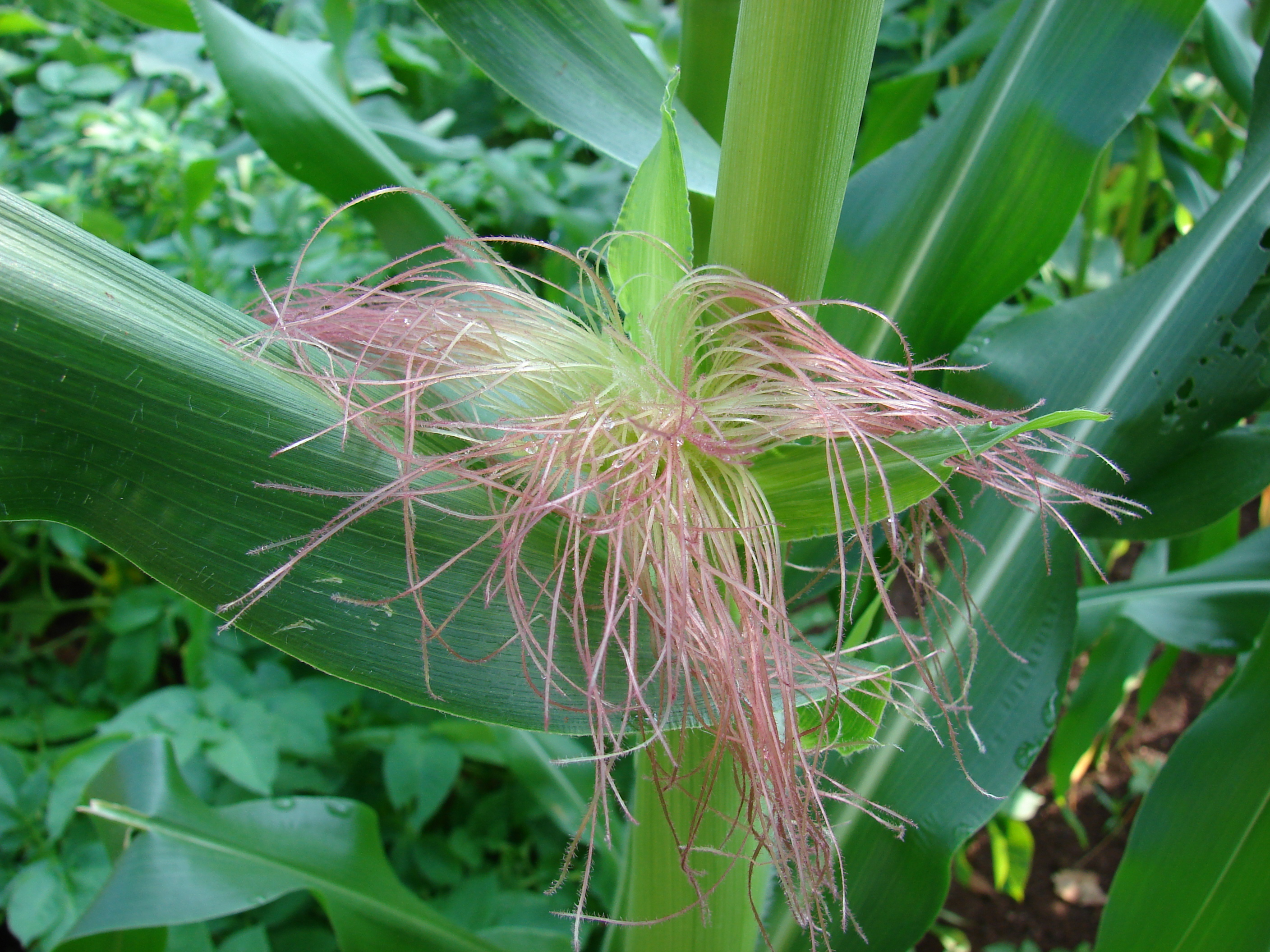
Inflorescència femenina

El blat de moro té el cicle vital anual. Gràcies al seu ràpid creixement, pot arribar als sis metres d'alçada, tot i que normalment fa entre 2 i 2,5 m. La tija és erecta, herbàcia i no ramificada, amb entrenusos de 20 a 30 cm. L'arrel, com la de totes les plantes classificades dins del clade de les monocotiledònies, és fasciculada (en forma de feix i amb totes les arrels del mateix gruix).
Les fulles surten dels nusos i són força més grans i amples que a la majoria de les poàcies, tenen beina i són lanceolades i molt allargades, mesuren uns 10 cm d'ample i poden arribar a 1 m de llargada. Tenen el marge enter i lleugerament ondulat. La nervació és paral·lela. Quant a la inserció a la tija, es classifiquen com a decurrents; quant a la disposició damunt la tija són alternades. Una planta madura pot tenir fins a 30 fulles, havent una gran variació en el nombre, mida i orientació entre les diferents varietats. En general, les varietats tropicals desenvolupen més fulles que les de climes temperats.
És una planta monoica i presenta flors unisexuals masculines i femenines a la mateixa planta. La inflorescència masculina està disposada en forma d'espiga a l'extrem superior de la tija. És una inflorescència composta en forma de panícula, amb moltes flors. L'androceu té tres estams. La situació de la inflorescència masculina, a la part superior de la planta, permet una dispersió més eficaç del pol·len. La inflorescència femenina, la panolla o panotxa, surt a les aixelles de les fulles. L'ovari és súper i bicarpelar. L'eix de la panolla té un nombre parell de files d'ovaris (entre 4 i 30), cadascun amb un únic òvul. El nombre d'òvuls que es desenvoluparan en files de 300 a 1.000 grans dependrà de la varietat i de les incidències que puguin ocórrer durant el seu desenvolupament. El blat de moro és pol·linitzat pel vent (anemofília) i la pol·linització és creuada però també es pot donar l'autopol·linització. En general, el pol·len roman viable de 10 a 30 minuts.
Les inflorescències femenines inicialment tenen forma d'espiga, amb el temps cada flor dona lloc a un fruit cariopsi, un gra de blat de moro de color groc. Els grans se situen en vuit o deu fileres d'entre vuit i trenta grans formant la panotxa, que està envoltada per bràctees. Els fruits queden disposats sobre un eix. Els estils, primer verds i després vermellosos o groguencs, són llargs, mesuren uns vint centímetres, i recorden una cabellera, per això totes les denominacions fan referència a aquesta semblança pèl de panotxa, pèl del blat de moro, etc. (Vegeu més amunt un recull de denominacions).

## Hàbitats
Prolifera en clima tropical o subtropical. En regadiu és el cereal de major rendiment i supera els 10.000 kg/ha. En llocs massa frescos per ser conreada pel gra (altitud per sobre de 1200 metres o països d'estiu fresc com Gran Bretanya) s'aprofita la planta sencera per ensitjar-la. Això s'explica per la recerca científica intensiva, que ha donat llocs a híbrids d'alta producció i darrerament a plantes modificades genèticament.

## Orígens

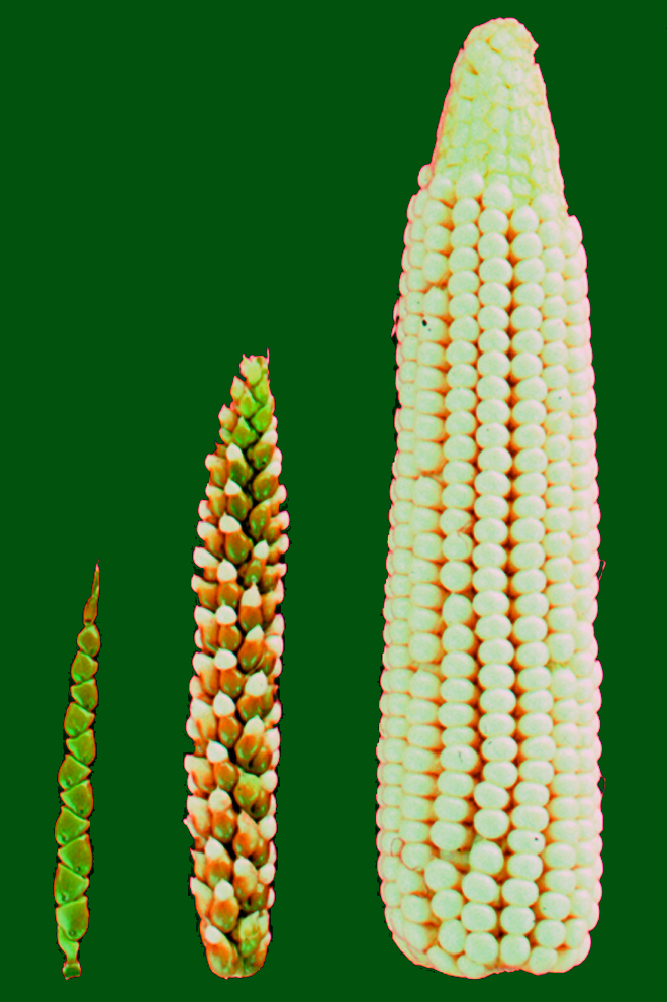
Desenvolupament de les panotxes del blat de moro des de les primitives varietats fins avui dia

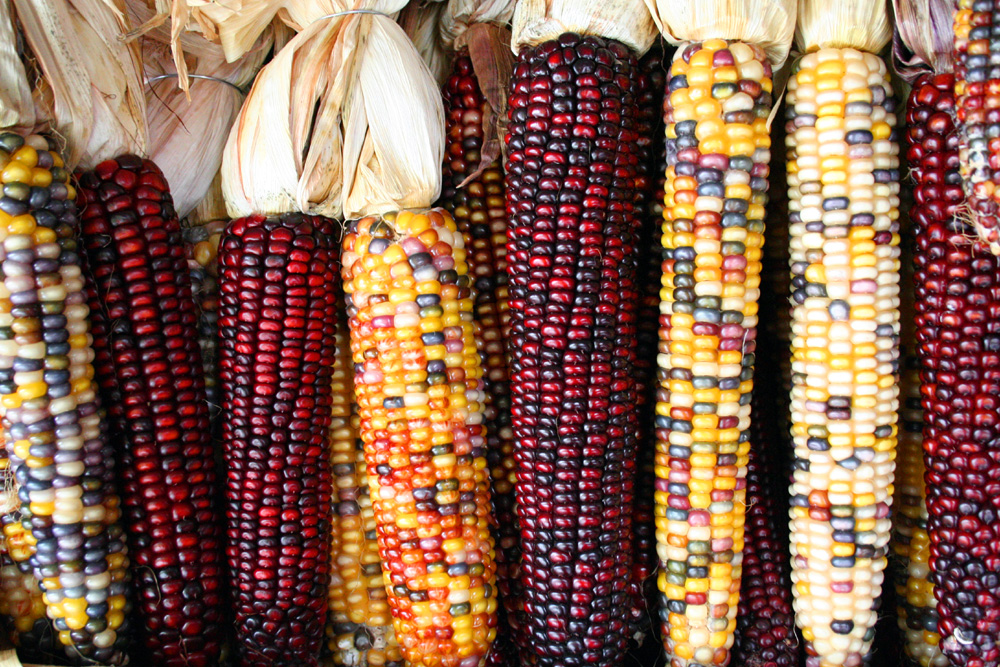
Varietats actuals de blat de moro

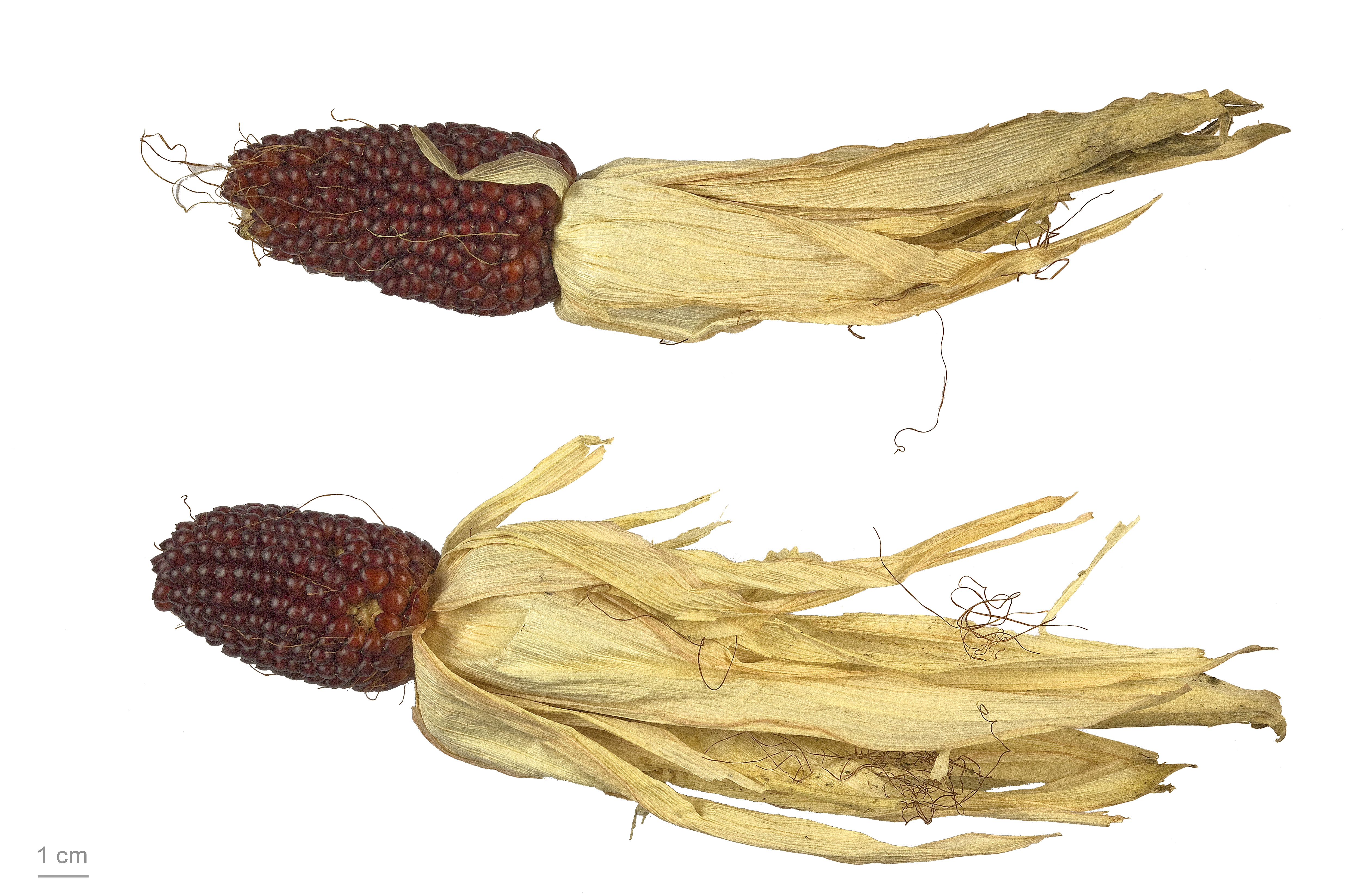
Zea mays "fraise"

Sobre l'origen específic del blat de moro a Mesoamèrica han estat proposades diverses teories:
1. Podria ser una domesticació directa de la subespècie anual mexicana Zea mays ssp. Parviglumis, originària de la vall del riu Balsas, al sud-est de Mèxic, amb un 12% del seu material genètic procedent de la subespècie Zea mays ssp. mexicana per un procés d'introgressió.
2. Pot haver derivat de la hibridació entre un blat de moro petit domesticat (una forma lleugerament modificada d'un blat de moro silvestre) i la Zea luxurians o Zea diploperennis.
3. És possible que hagin estat objecte de dues o més domesticacions sia d'un blat de moro silvestre o d'una espècie de Zea.
4. Podria haver evolucionat a partir d'una hibridació de Zea diploperennis amb Tripsacum dactyloides.

A la dècada del 1930, Paul Mangelsdorf va suggerir que el blat de moro domesticat va ser el resultat d'un procés d'hibridació entre un blat de moro silvestre desconegut i una espècie del gènere Tripsacum. Tanmateix, el paper del Tripsacum en els orígens del blat de moro ha estat refutat per la moderna anàlisi genètica, refutant tant el model de Mangelsdorf com la quarta teoria abans esmentada.
La teoria sobre l'origen de les espècies de Zea va ser proposada pel botànic rus Nikolai Vavílov el 1931 i l'estatunidenc George Beadle el 1932. Tot i que comptava amb el suport de l'experimentació, en particular la capacitat de Zea mays de creuar-se amb les altres espècies de Zea i de produir descendència fèrtil, però no expliquen una sèrie de problemes, com per exemple:
1. No explica la immensa diversitat de subespècies que s'ha originat.
2. No explica com els petits exemplars trobats als jaciments arqueològic de 3500-2700 aC podien haver seleccionat a partir d'una espècie de Zea.
3. No explica com la domesticació podria haver tingut efecte sense deixar restes abans de les restes més antigues conegudes datades al voltant del 1100 aC.

La domesticació del blat de moro interessa particularment els investigadors, arqueòlegs, genetistes, etnobotànics, geògrafs, etc. Alguns investigadors consideren que hauria començat fa uns 7.500-12.000 anys. Les recerques de les dècades del 1950 al 1970 es van centrar originalment en la hipòtesi que la domesticació s'hauria produït a les terres altes entre Oaxaca i Jalisco, perquè les restes arqueològiques conegudes més antigues de blat de moro en aquell moment s'havien localitzat en aquelles zones. Els estudis genètics dirigits per John Doebley van identificar que Zea mays ssp. Parviglumis, originària de la vall del riu Balsas, era l'ancestre més similar al blat de moro modern. No obstant això, els estudis arqueobotànics publicats el 2009 apunten ara a les terres baixes de la vall del riu Balsas, on han estat trobades pedres de molta amb residus de blat de moro en un estrat de 8.700 anys. Les restes arqueològiques més antigues de panotxes del blat de moro trobades a la cova Guilá Naquitz de la vall d'Oaxaca, es remunten aproximadament a 6.250 anys. Les més antigues de les coves de prop de Tehuacán, Puebla, daten aproximadament del 2750 aC. La forma de les panotxes no presenta gaires canvis fins al voltant del 1100 aC, quan van aparèixer els grans canvis a les panolles de les coves de Mèxic: la diversitat del blat de moro va augmentar ràpidament.
Possiblement vers l'any 1500 aC, el blat de moro es va començar a difondre àmpliament i amb rapidesa. A mesura que es va anar introduint en noves cultures, es van anar desenvolupant nous usos i noves varietats seleccionades per servir millor als nous usos. El blat de moro era l'aliment bàsic o un dels aliments bàsics de la majoria de les cultures precolombines d'Amèrica del Nord, Centreamèrica, Sud-amèrica i el Carib. La civilització mesoamericana es va enfortir gràcies al conreu del blat de moro, a través de la collita, de la seva importància religiosa i espiritual, i a l'impacte que va tenir a la seva dieta. El blat de moro forma part de la identitat dels pobles mesoamericans. Durant la primer mil·lenni, el conreu del blat de moro es va estendre a partir de Mèxic vers el sud-oest dels actuals Estats Units i un mil·lenni més tard vers el nord-est i el sud-est del Canadà, transformant el paisatge a mesura que els nadius americans van talar boscos i utilitzar grans zones de pastures per al nou conreu.
Es desconeix el motiu que va precipitar la seva domesticació, ja que la part comestible de la varietat silvestre és molt petita i difícil d'obtenir per a ser consumida directament, ja que cada gra està tancat en una closca molt dura.

## Conreu
És una base de l'alimentació animal junt amb la soja i de tots dos productes el principal productor és per l'agricultura als Estats Units on tenen un clima tan adient (Corn Belt) que no necessiten regadiu. També l'Argentina i el Brasil són grans exportadors. És conreu d'estiu i de regadiu del clima mediterrani. Té un tipus de fotosíntesi anomenat C4 que permet a la planta aprofitar millor l'aigua que altres cereals. La sembra es fa quan la temperatura de terra supera els 10 o 12 graus, ja que abans no germinaria. No és exigent en el tipus de sòl però no suporta l'alta salinitat. Calen un mínim de 19 °C durant la floració.
El conreu de la varietat blat de moro dolç es pot considerar com una hortalissa.
De la dacsa es poden fer una gran quantitat de derivats industrials, oli, glucosa, midó, etc. També se'n poden fer crispetes.

### Producció

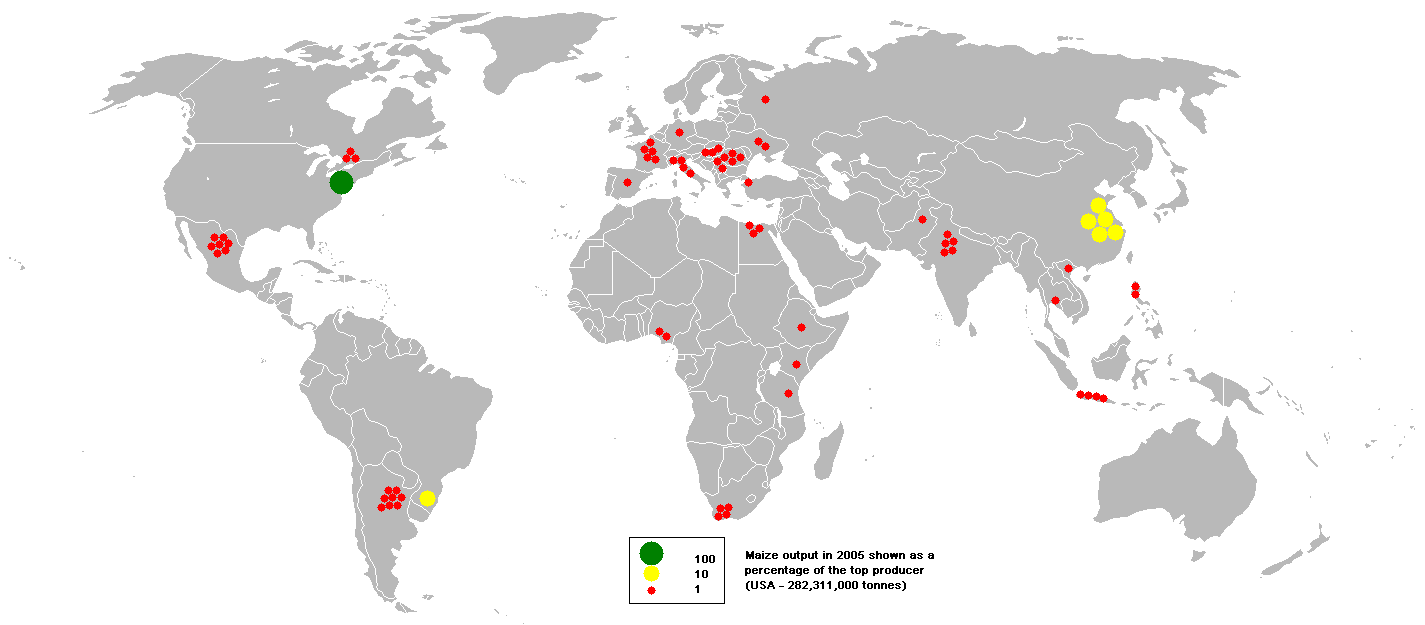
Producció de blat de moro del 2005

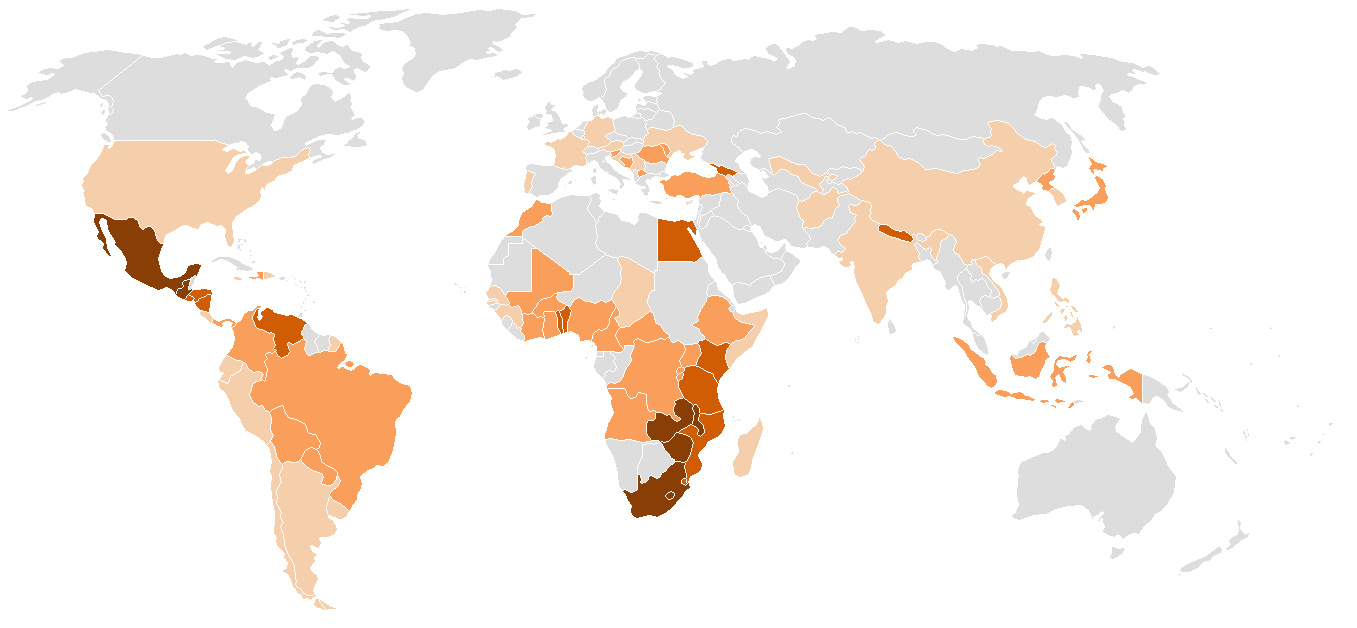
Consum mitjà d'aliments fets amb blat de moro per habitant :
més de 100 kg/any
de 50 a 99 kg/any
de 19 a 49 kg/any
entre 6 i 18 kg/any
menys de 5 kg/any

El blat de moro es conrea arreu del món i és el gra que més es produeix. Els Estats Units produeixen més del 40% de la producció mundial. Altres estats productors importants són la Xina, el Brasil, Indonèsia, Mèxic, l'Índia, l'Argentina i França.
D'acord amb les dades de la FAO, el 2009 es van collir a tot el món 817,1 milions de tones de blat de moro. A la taula següent es mostren els 20 principals estats productors, que van produir el 88 % de la producció total:
| Posició | Estat           | Producció (en t) |     | Posició   | Estat       | Producció (en t) |
| 1       | Estats Units    | 333.010.910      | 12  | Romania   | 7.973.258   |                  |
| 2       | R.P. de la Xina | 163.118.097      | 13  | Itàlia    | 7.877.700   |                  |
| 3       | Brasil          | 51.232.447       | 14  | Hongria   | 7.528.380   |                  |
| 4       | Mèxic           | 20.202.600       | 15  | Filipines | 7.034.033   |                  |
| 5       | Indonèsia       | 17.629.740       | 16  | Egipte    | 6.800.000*  |                  |
| 6       | Índia           | 17.300.000       | 17  | Sèrbia    | 6.396.262   |                  |
| 7       | França          | 15.299.900       | 18  | Tailàndia | 4.616.119   |                  |
| 8       | Argentina       | 13.121.380       | 19  | Alemanya  | 4.527.228   |                  |
| 9       | Sud-àfrica      | 12.050.000       | 20  | Vietnam   | 4.381.800   |                  |
| 10      | Ucraïna         | 10.486.300       | ... |           |             |                  |
| 11      | Canadà          | 9.561.200        |     | Món       | 817.110.509 |                  |

*) Font: FAO 2009.
Les exportacions mundials representen uns 100 milions de tones, un 14% de la producció. Els cinc principals països exportadors del 2005 van ser els Estats Units (49,2 milions de tones), l'Argentina (14,8 milions de tones), la Xina (9,1 milions de tones), França (7,8 milions de tones) i Ucraïna (3,1 milions de tones).
Els països importadors són molt més diversos. Els cinc primers del 2005, que representaven poc més del 50 % del total, van ser el Japó (16,7 milions de tones), Corea del Sud (8,7 milions de tones), Mèxic (6,0 milions de tones), Egipte (5,9 milions de tones) i la Xina (5,3 milions de tones).

## Repercussions ambientals
La dacsa i els seus derivats són una de les fonts principals de calories de la dieta en el món desenvolupat. Està present fins i tot en aliments com ara refrescos, pollastre fregit, carn picada o patates fregides, però aquest ús tan estès té un impacte mediambiental important.
El conreu de la dacsa esgota alguns nutrients de la terra que cal renovar per a mantenir la producció agrícola del terreny. A més, les arrels de la dacsa i el fet que s'hagi de plantar amb bastant distància entre planta i planta fan que no retinga l'aigua quan plou, cosa que contribueix a la pèrdua del sòl degut a l'erosió. Es calcula que cada any es perden 100.000 km² de terres cultivables perquè han perdut la utilitat per mor de la dacsa. Finalment, el conreu de la dacsa necessita grans quantitats de combustibles fòssils per a produir els adobs químics que n'acceleren el creixement i per a realitzar el procés d'assecat necessari per al seu transport.

## Farmacologia

### Composició química
Estils
- Sals minerals
- Flavonoides
- Tanins
- Mucílags
- Al·lantoïna
- Sals de potassi
- Olis essencials
- Lípids
- Esterols i fitosterols
- Àcid salicílic

Llavor
- Midó

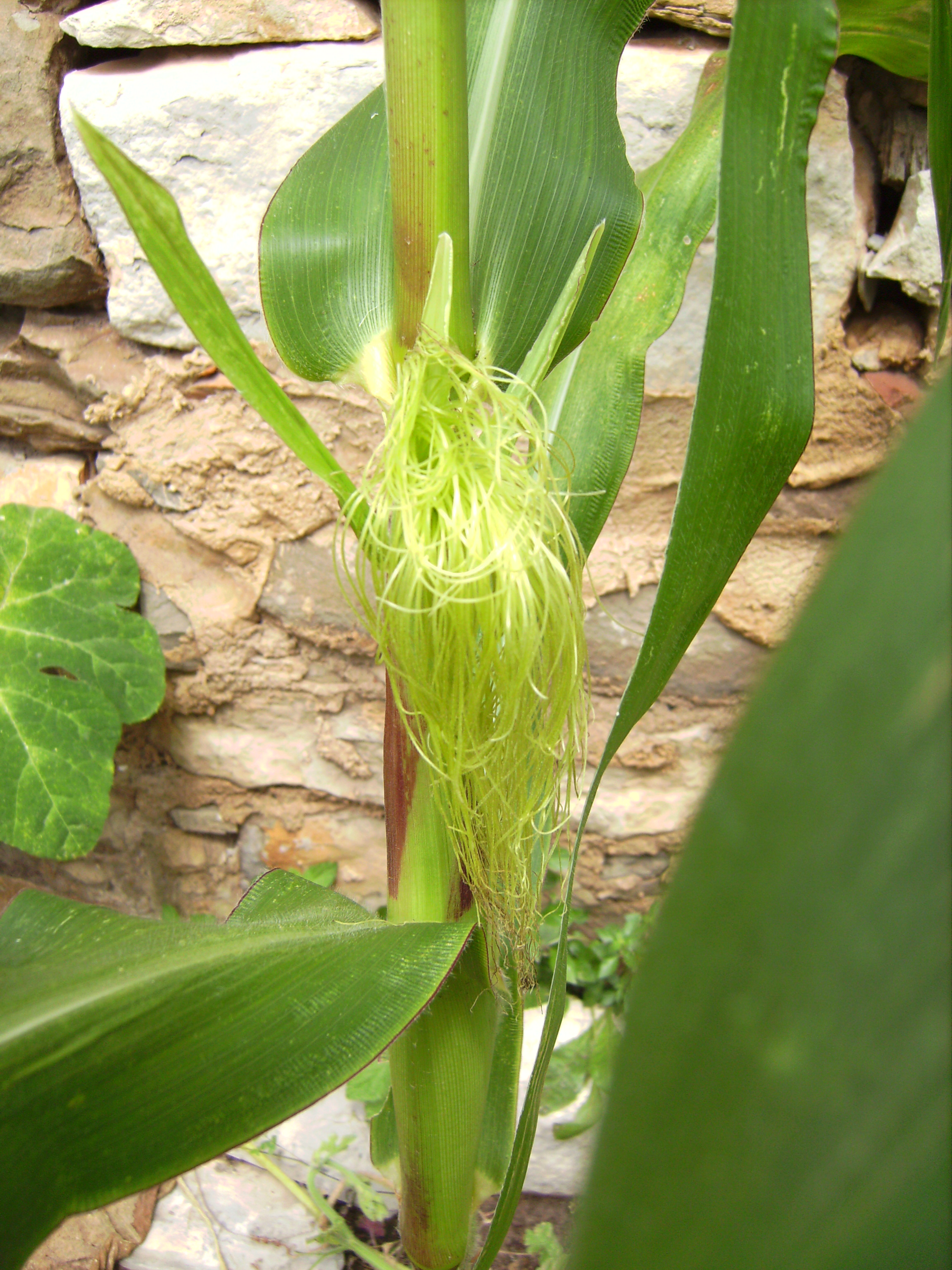
Estils femenins o barba del blat de moro a Castelltallat

- Lípids (20%): àcid palmític, esteàric, oleic, linoleic, linolènic.
- Esterols

### Usos tradicionals
La mainada fumava els cabells del blat de moro que designaven amb lo nom de cabellera.

### Usos medicinals
- Relaxa les vies urinàries, evitant així la possible infecció de la bufeta, i realitza una acció depurativa que evita la formació de pedres.
- En pacients amb tensió elevada.
- En pacients amb alts nivells de glucosa i lípids.
- Per a petites ferides, gràcies al contingut en al·lantoïna, que té propietats emol·lients.
- Per combatre la piorrea o la gingivitis i en general problemes dentals està indicat l'oli del blat de moro. Per aquest motiu és utilitzat en dentífrics.
- Protegeix la mucosa intestinal, evita diarrees i ajuda a l'absorció intestinal.
- L'oli de la dacsa ajuda a disminuir el colesterol.

### Accions farmacològiques
- Diürètic, sobretot gràcies a les sals minerals. És la propietat més destacada.
- Hipotensor
- Hipoglucemiant
- Hipolipemiant
- Antisèptic
- Astringent, gràcies al tanins.
- Laxant, a causa de la presència de mucílags.

### Toxicitat
El blat de moro no està indicat en pacients amb insuficiència renal o cardiopaties. El seu ús extern pot provocar reaccions al·lèrgiques lleus, com per exemple urticària o sequedat de la pell. Per aquest motiu, les persones amb més risc de patir una reacció al·lèrgica a la dasca són aquelles que treballen directament al camp.
El consum de blat de moro infectat per Fusarium productor de fumonisines també pot esdevenir tòxic degut a la infecció pel microorganisme fúngic que produeix d'aquestes toxines.

## Usos

### Alimentació humana
El blat de moro i la farina de blat de moro constitueixen un dels aliments bàsics a moltes regions del món. La farina de blat de moro s'utilitza per fer farinetes a moltes cultures: des de la polenta d'Itàlia, l'angu del Brasil, la mamaliga de Romania, l'hariat d'Occitània, el mush als Estats Units o menjars com el sadza, el nshima, l'ugali o el pap a l'Àfrica. La farina de blat de moro també s'utilitza com un substitut de la farina de blat per fer pa de blat de moro i altres productes de forn. La farina de blat de moro també tractada amb una solució saturada d'hidròxid de calci és l'ingredient principal per a la tortilla, l'atole i molts altres plats de la cuina mexicana. Els flocs de blat de moro són una preparació de cereals per a l'esmorzar d'origen nord-americà que s'ha popularitzat arreu del món.
Les crispetes o rosetes són els grans de la varietat dita blat de moro esclafidor, panís roser o dacsa borlera/bufera/clotxera/confitera/de bombes/de fer roses/de rostir/esclafidora/esclafitora/esclafitosa/esclafitonera/farinera/mongera/petadora/rosera/tendra/torratera/torronera/xofera (Zea mays everta) que en escalfar-se esclaten formant peces suaus que es mengen com a aperitiu. La cancha serrana és un aperitiu molt popular al Perú a base de blat de moro, que també apareix en el tradicional cebiche peruà. Al Panjab fan un pa sense llevat anomenat makki di roti.

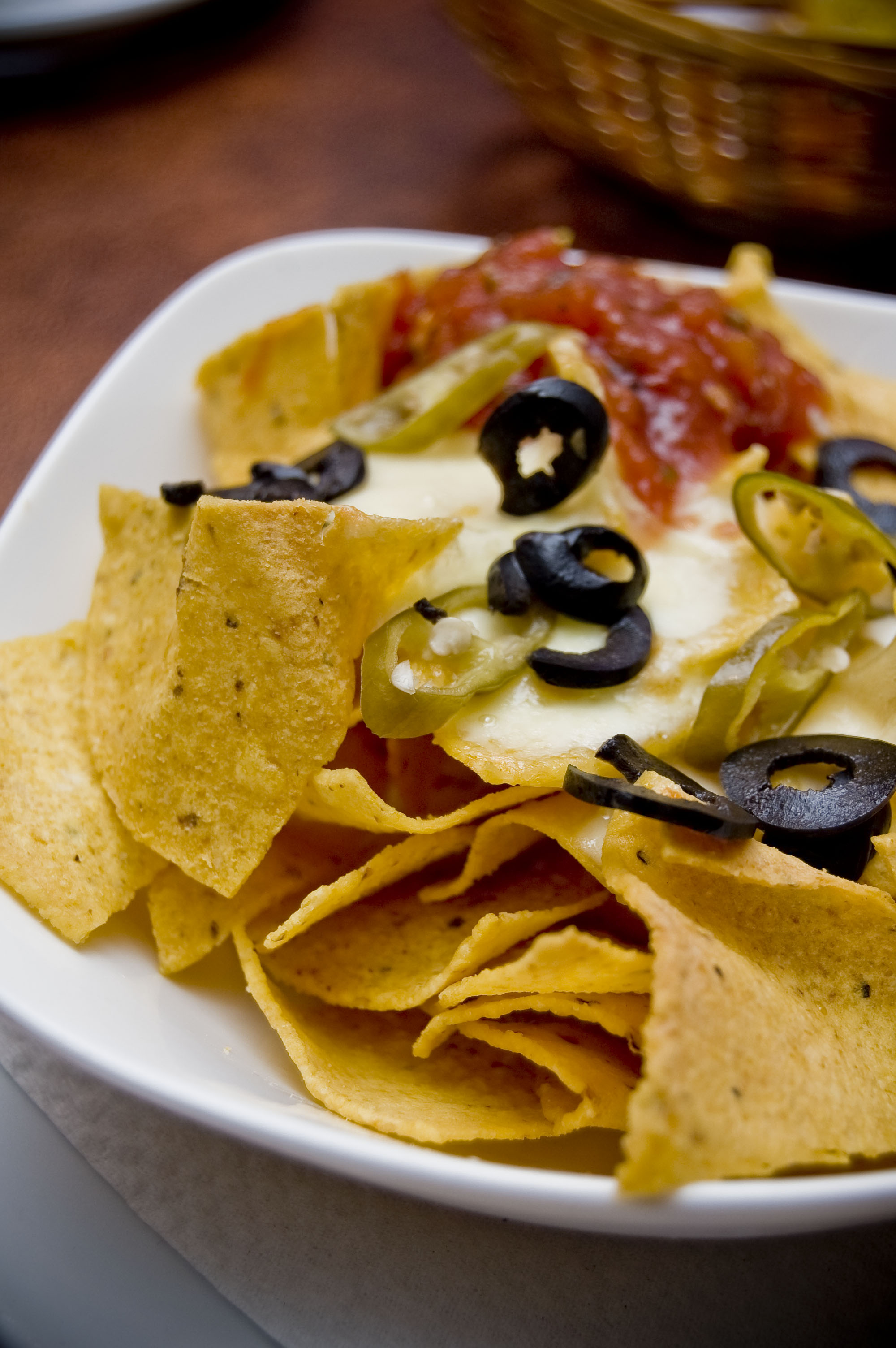
Plat de nachos, trossos triangulars de tortilla fregits
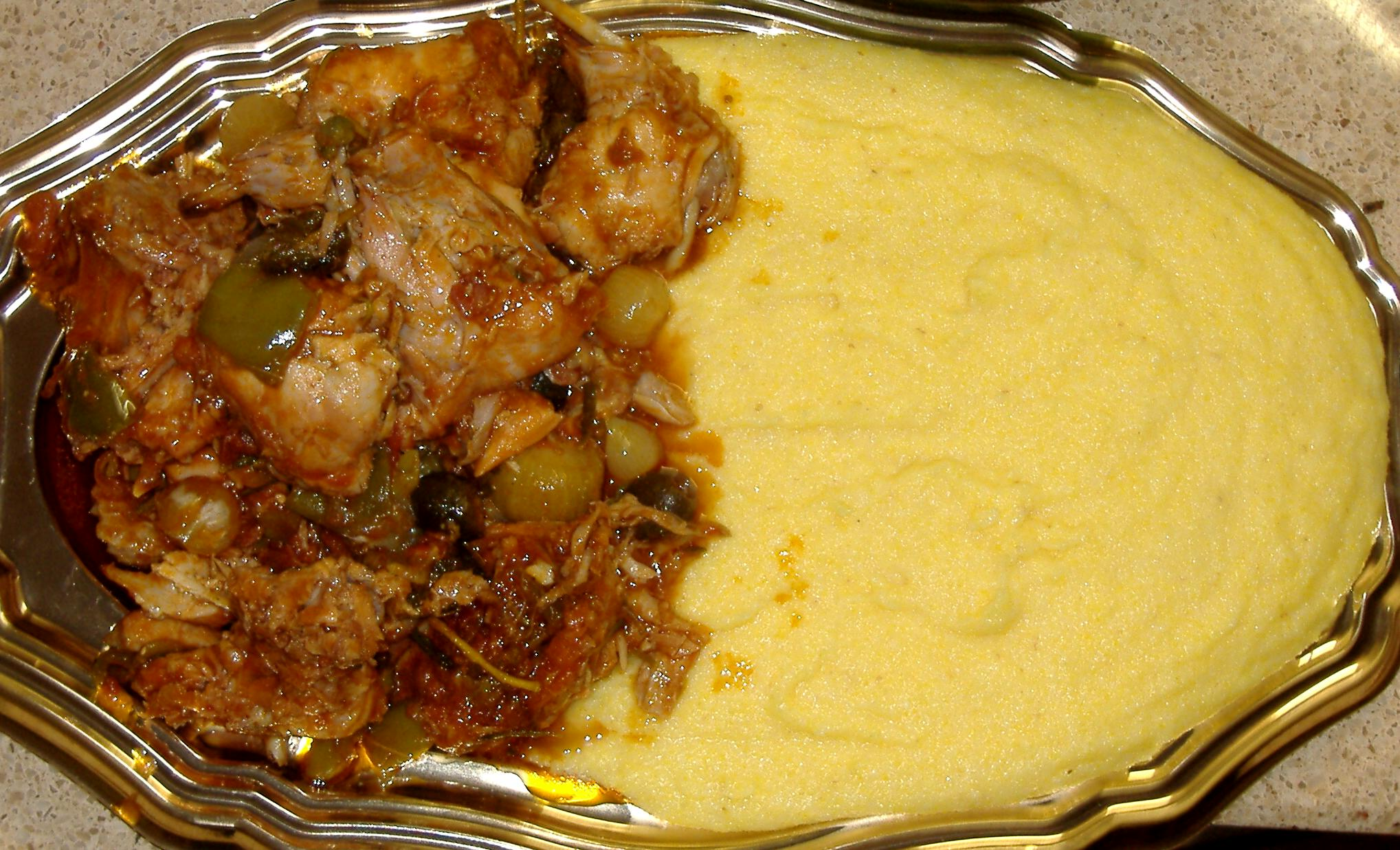
Polenta amb guisat de conill

La chicha i la chicha morada són begudes generalment fetes amb determinats tipus de blat de moro. La primera és una beguda alcohòlica obtinguda per fermentació mentre que la segona és un refresc molt comú al Perú.
Al sud-est dels Estats Units es poden trobar dues preparacions, el hominy o nixtamal, on els grans es remullen amb sosa càustica en un procés anomenat nixtamalització, i una mena de farinetes anomenades grits, que tenen el seu origen en els indis nadius de la zona.
És típica de la comarca del Berguedà el blat de moro escairat, una varietat amb grans grossos i blancs que s'escairen (se'n treu la pellofa) abans de servir-los bullits sencers, generalment en sopa. La dacsa fresca fregida, els tostons, són un entrant típic de les Valls d'Alcoi.
El blat de moro també pot ser utilitzat per a l'alimentació quan els grans de les panotxes s'han desenvolupat completament però encara són tous, normalment procedents d'una varietat que conté més sucres i que s'anomena blat de moro dolç. Aquests grans han de ser cuinats per a poder ser menjats, poden ser bullits o rostits. El rostit s'acostuma a aplicar a les panotxes senceres mentre que els grans bullits s'acostumen a consumir com una verdura en amanides i com a guarnició de diferents plats. També hi ha plats que integren aquests grans com per exemple purés, tamals, pamonha, curau, pastissos, gelats i molts d'altres.
El blat de moro és una font important de midó, la farina de blat de moro (coneguda com a maizena) és un ingredient important en la cuina casolana i de molts productes alimentaris industrialitzats. El blat de moro és també una font important d'oli (oli de blat de moro) i de gluten. El midó de blat de moro pot ser hidrolitzat i tractats enzimàticament per produir xarops, en particular un xarop d'alt contingut de fructosa que s'utilitza com a edulcorant com n'és el cas del xarop de blat de moro alt en fructosa, i també per a la producció d'etanol per fermentació i destil·lació. L'alcohol procedent del gra de blat de moro és tradicionalment utilitzat per a elaborar el bourbon whisky. De vegades el blat de moro s'utilitza com la font de midó per a fer cervesa.
Una dieta rica en blat de moro pot causar pel·lagra una malaltia de pell relacionada amb una mancança de vitamina PP. Això es deu principalment la manera com es prepara la farina de blat de moro per al consum humà. Remullar el blat de moro en una solució alcalina durant la nixtamalització provoca l'alliberament de niacina (vitamina PP) i el seu precursor, el triptòfan. El blat de moro és baix en proteïnes i especialment en lisina que és un dels aminoàcids essencials. Les poblacions que s'alimenten principalment de blat de moro poden patir de deficiència de lisina si la seva dieta no es complementa adequadament. Avui dia hi ha varietats de blat de moro amb una alta qualitat proteica (anomenades QPM) a les que s'ha millorat el contingut de lisina i triptòfan per selecció convencional.

### Alimentació animal

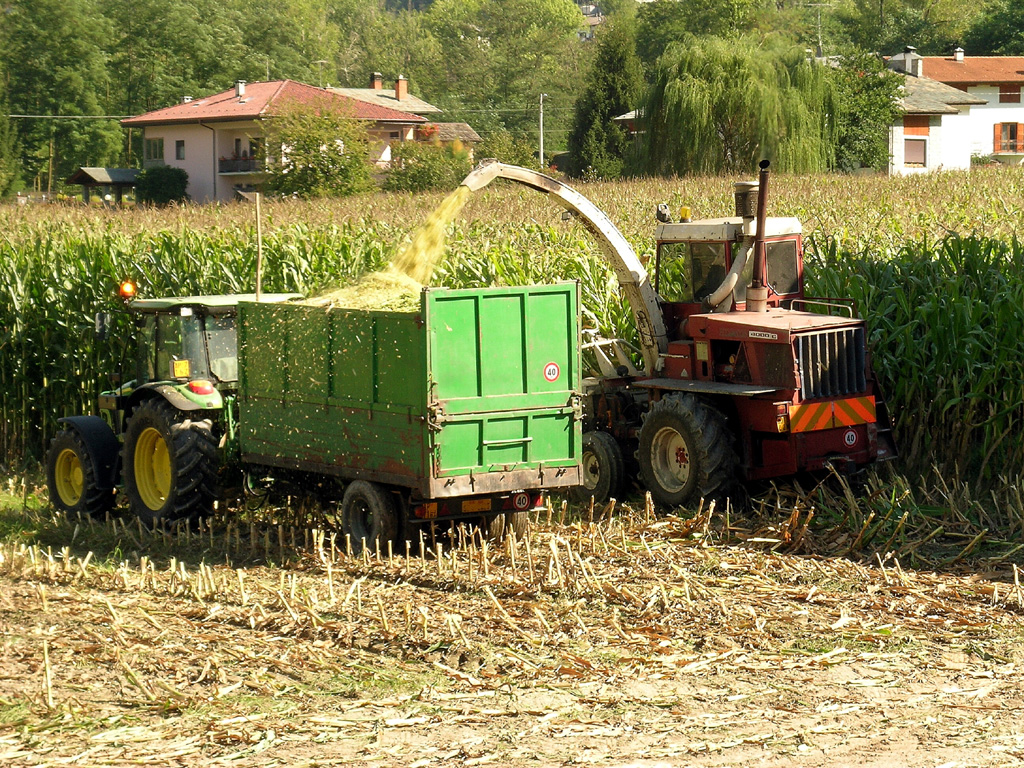
Màquina segant un camp de blat de moro

Tota la planta pot ser consumida pel bestiar com a farratge, en fresc o sec i ensitjat. El blat de moro és una planta que fa possible l'engreix del bestiar amb major rapidesa, en el cas dels bovins per exemple també augmenta la producció de llet de les vaques, però a costa de la qualitat. El contingut relativament baix de proteïnes del blat de moro i la pobresa relativa de lisina i metionina exigeix l'aportació de suplements rics en nitrogen.
A nivell mundial, dos terços de la collita de blat de moro s'utilitza per a l'alimentació animal i el 27 % per a l'alimentació humana. Tot i que hi ha importants disparitats entre els diferents continents. A Europa occidental, la totalitat del blat de moro ensitjat i el 80 % del gra és utilitzat per a l'alimentació animal (bestiar boví, aviram i cria de porcs). La major part del 20 % restant s'utilitza per a la producció de midó i sèmola.

### Biocombustible
El blat de moro pot ser utilitzat com a biomassa per a fabricar pellets per a la calefacció i també per a la producció d'etanol (que pot ser barrejat amb la gasolina). Els alts preus del combustible a partir de mitjans del 2007 van portar a una major demanda d'etanol, que al seu torn va provocar l'alça dels preus pagats als agricultors pel blat de moro de manera que la collita del 2007 va ser una de les més rendibles de la història. El preu dels aliments es va veure afectat en certa manera per l'ús de blat de moro per a la producció de biocombustibles. L'ús de blat de moro per a la producció d'etanol augmenta la demanda i, per tant, el preu del blat de moro. Això, al seu torn, es tradueix en el fet que part de la superfície agrícola destinada a altres cultius alimentaris sigui destinada a la producció de blat de moro. Això redueix l'oferta dels cultius d'altres aliments i n'augmenta els preus.

## Galeria d'imatges

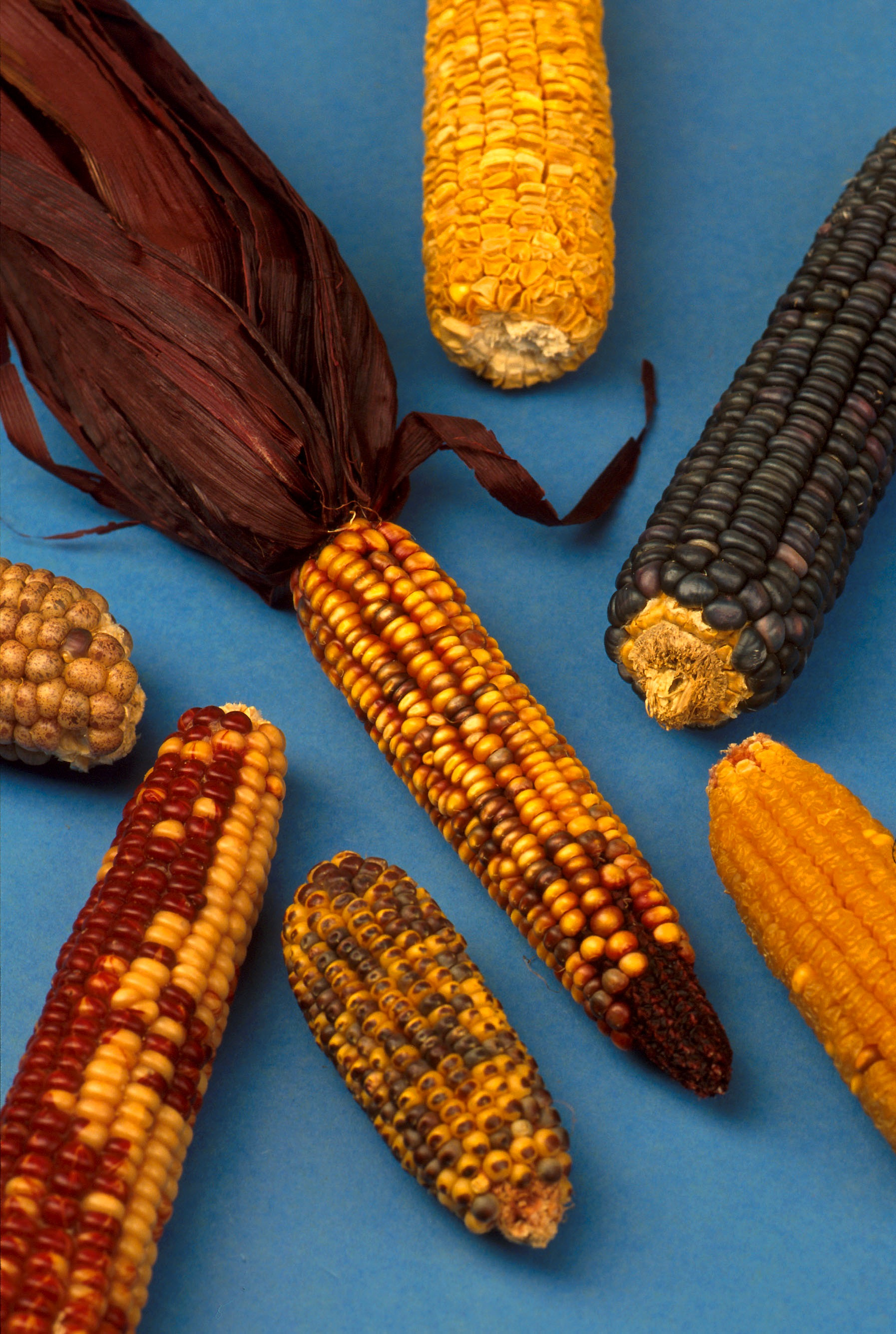
Varietats de panotxa
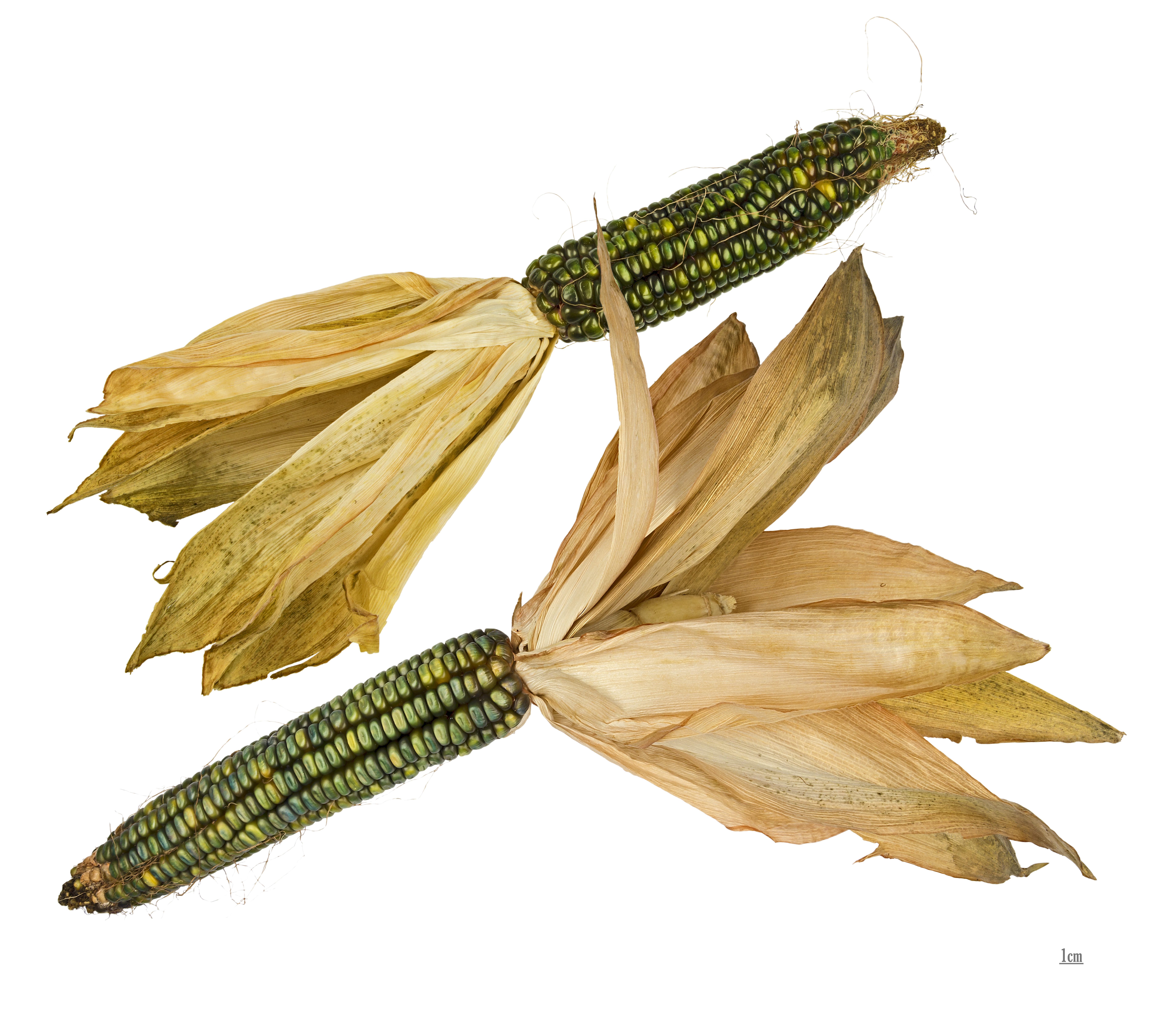
Varietat 'Oaxacan Green'
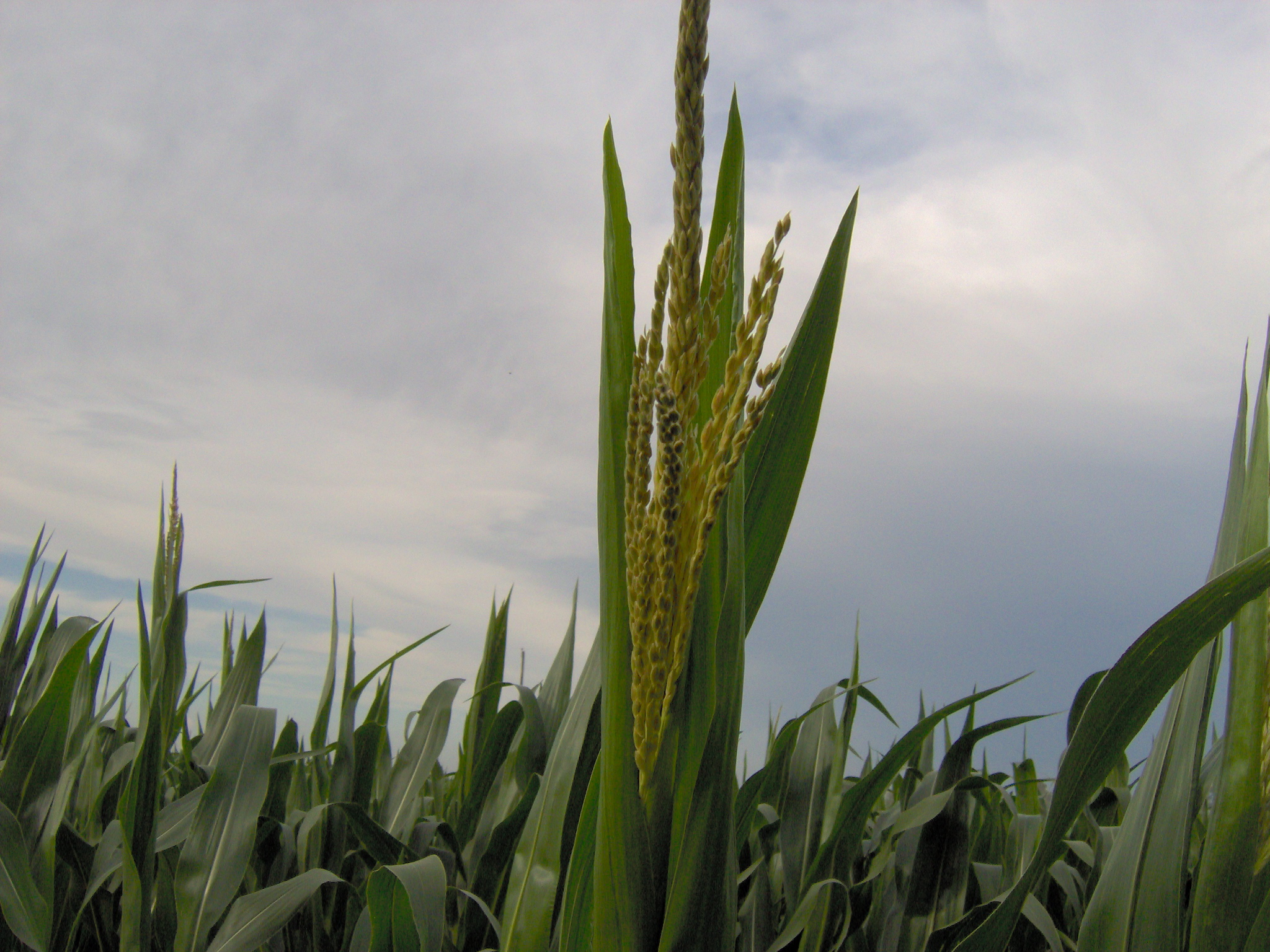
Flor masculina
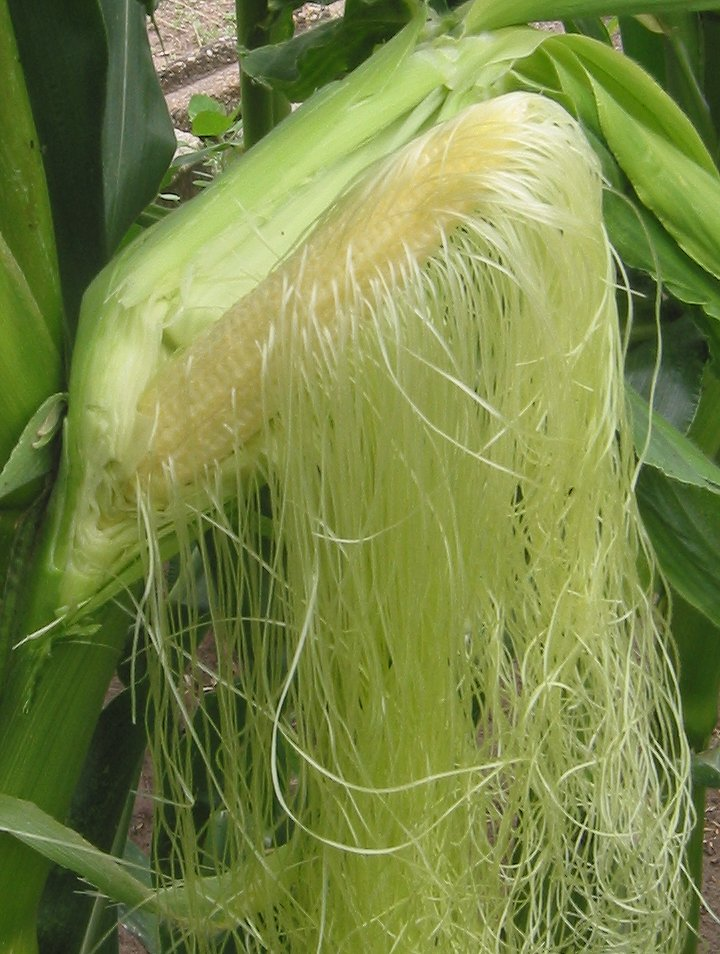
Flor femenina